# Bildhauerschule Hallein
Die Bildhauerschule Hallein, gegründet 1870 in der Stadtgemeinde Hallein, ist die älteste und damit erste berufsbildende Schule der Monarchie Österreich-Ungarn und damit Österreichs. Aus dieser Schule entwickelte sich die HTBLA Hallein, heute ist sie Teil der Abteilung Kunst und Design.

## Allgemeines
Ziel der Ausbildung ist ein fundierter gestalterischer und handwerklicher Fachunterricht, der mit einer Abschlussprüfung endet. Dieser Abschluss ist gesetzlich der Lehrabschlussprüfung (Gesellenprüfung) gleichgestellt.
Die Schülerinnen und Schüler erhalten ihre praktische Ausbildung hauptsächlich unter Verwendung der Materialien Holz, Naturstein, Metall, Gips, Beton, Kunststoff und Ton. Auch die Bereiche Malerei, Grafik, Schriftgestaltung und Mediendesign sind im Lehrplan vorgesehen. Neben dem Fachpraktischen und Fachtheorethischen Unterricht findet auch Allgemeinbildender Unterricht statt.
Für 2020 wäre die Ausstellung 150 Jahre Bildhauer Stadt Hallein geplant gewesen. Diese fand wegen der COVID-19-Pandemie schließlich 2022 unter dem Titel 151 Jahre Bildhauer Stadt Hallein statt. An vielen über die ganze Stadt verteilten Ausstellungsorten wurden Positionen von ausgewählten Absolventen im Juli und August gezeigt. Zur Ausstellung erschien ein umfassender Katalog, erschienen im Artbook Verlag. Manche Besucher kritisierten den geringen Anteil an Bildhauerinnen.

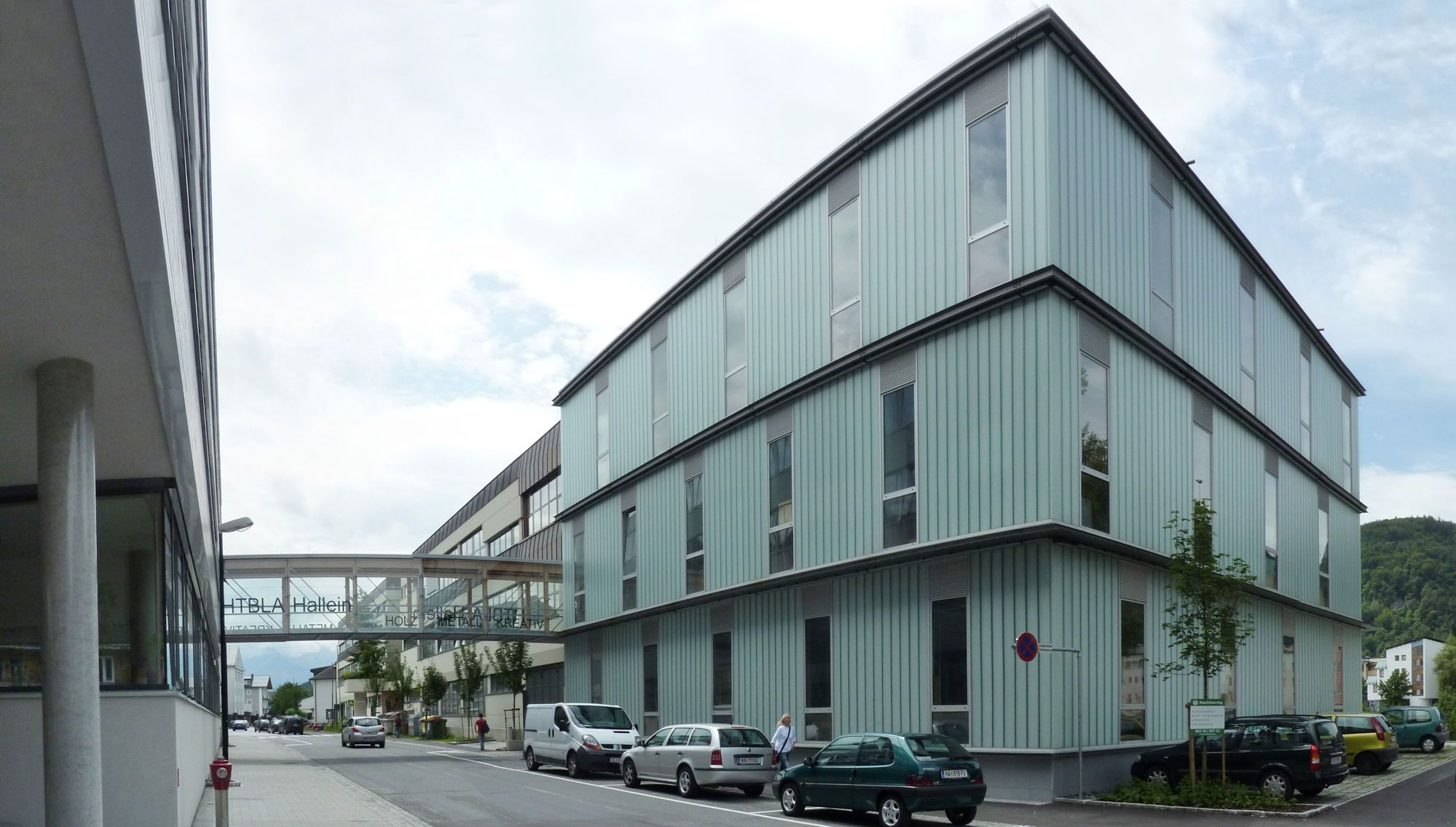
Neubau Bildhauerschule Hallein. 2008

## Geschichte

### Anfänge
Um die Erwerbslage im Raum Hallein zu verbessern wurde 1843 ein Schnitzkurs für nicht mehr schulpflichtige Kinder der Bergknappen eingerichtet. Diese Ausbildung verhandelten die Saline Hallein mit dem zuständigen k.k. Kreiskommissär und erhielt die Bezeichnung „Holz-Figuren-Schneide-Anstalt“, geleitet wurde sie vom Holzschnitzmeister Jakob Mayer aus Ramseiten bei Saalfelden.
Mit der Gründung einer Holzindustrieschule in Berchtesgaden, im Jahr 1857, verschärfte sich die Situation für die Halleiner Schnitzerzeugnisse nochmals. Die hohe Qualität der Erzeugnisse aus Berchtesgaden ließ den Verkauf der Halleiner Schnitzereien zurückgehen. Ein Salzburger Kunsthändler arbeitete mit der Schule in Berchtesgaden eng zusammen, er vermittelte Aufträge und kaufte alle Arbeiten der Schnitzschule auf.
Die Landesregierung Salzburg reagierte mit einem Antrag an das k. u. k. Ministerium in Wien, eine Fortbildungsschule für Holzerzeugnisse und Schnitzereien nach dem Vorbild aus Berchtesgaden in Hallein zu eröffnen. Der Antrag wurde angenommen und 1869 begannen die Vorbereitungen für dieses Vorhaben. Die Stadtgemeinde Hallein sorgte für die notwendigen Räumlichkeiten und das Land Salzburg für die Finanzierung.
Das Finden einer „Tüchtigen und geeigneten Lehrkraft“ für ein Jahresgehalt von 500 Gulden erwies sich vorerst als unmöglich.
Auf eine Stellenausschreibung im Juli 1870 in der Wiener Zeitung bewarben sich dann aber 9 Personen, denn das Jahresgehalt wurde auf 800 Gulden erhöht.
Der 30-jährige Tischler, Drechsler und Absolvent der Kunstschule Stuttgart Wilhelm Schönhut jun. erhielt die Stelle. Sein Lehrplanentwurf, der dem Berchtesgadener Modell entsprach, wurde von der Gemeindevertretung Hallein angenommen und am 4. April 1871 genehmigten das Handelsministerium im Einvernehmen mit dem „Minister für Kultus und Unterricht“  das „Organisations-Statut“ der Holzschnitzerei-Schule in Hallein. Die weiteren Schritte wurden sehr rasch abgewickelt und am 1. Dezember 1870 konnte bereits mit dem Zeichenunterricht an der Bildhauerschule Hallein begonnen werden.

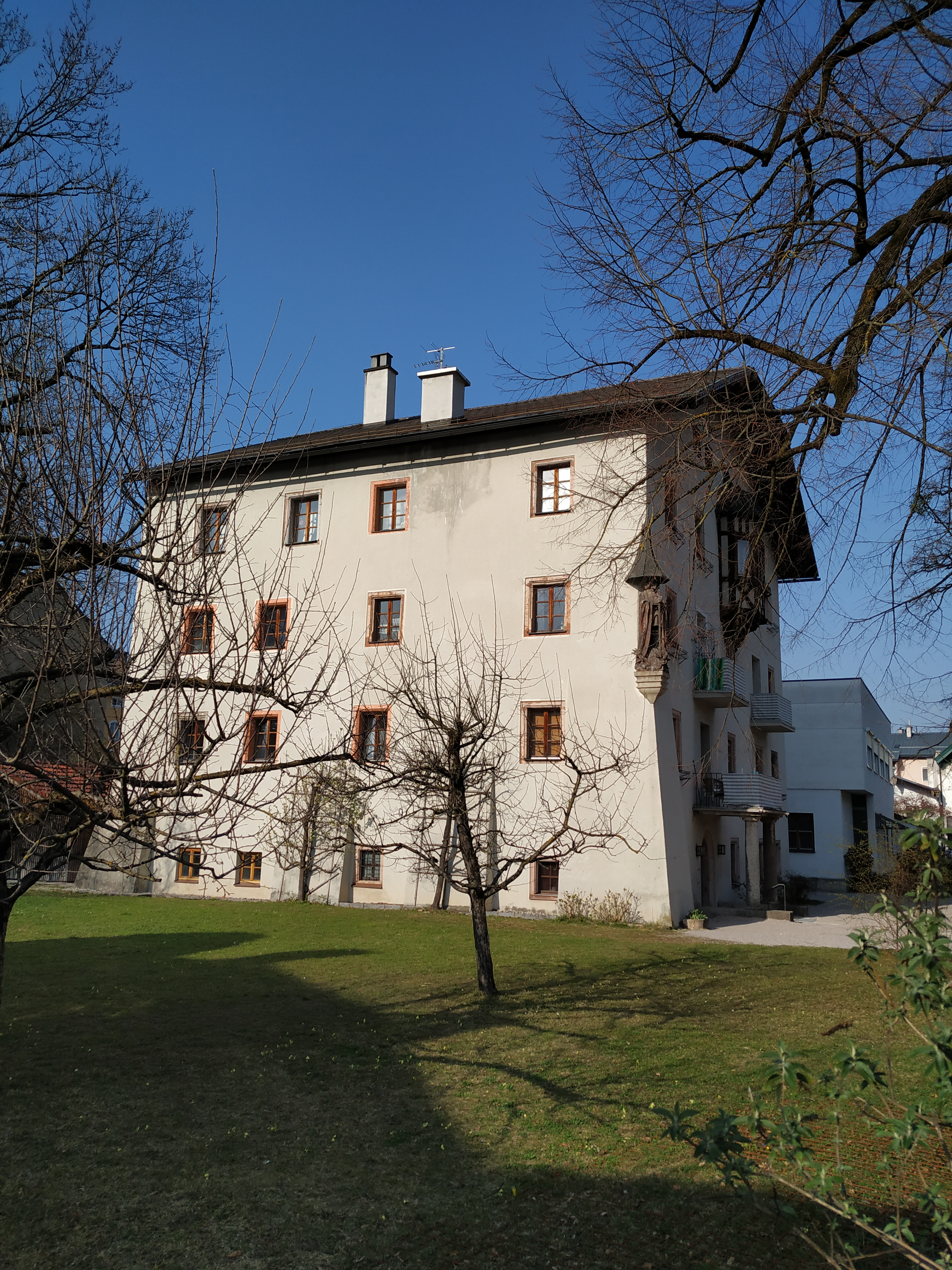
Cordon-Haus heute

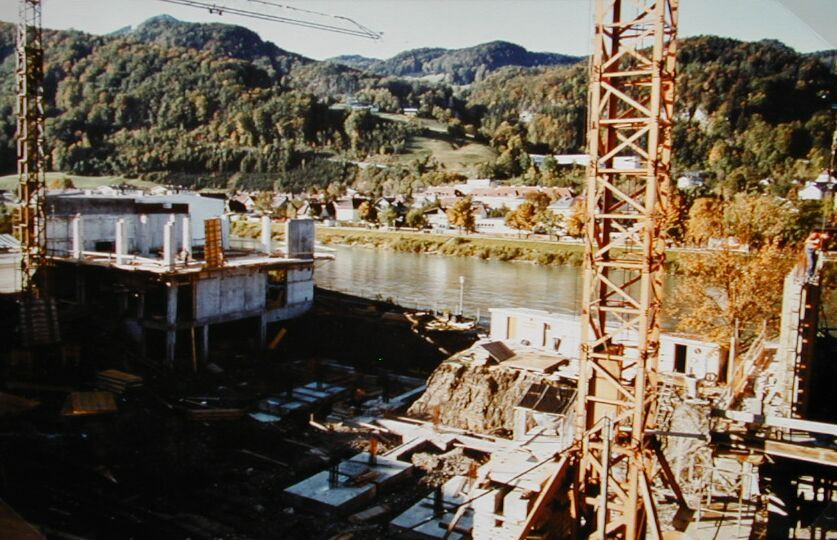
Baustelle Werkstättengebäude 1979

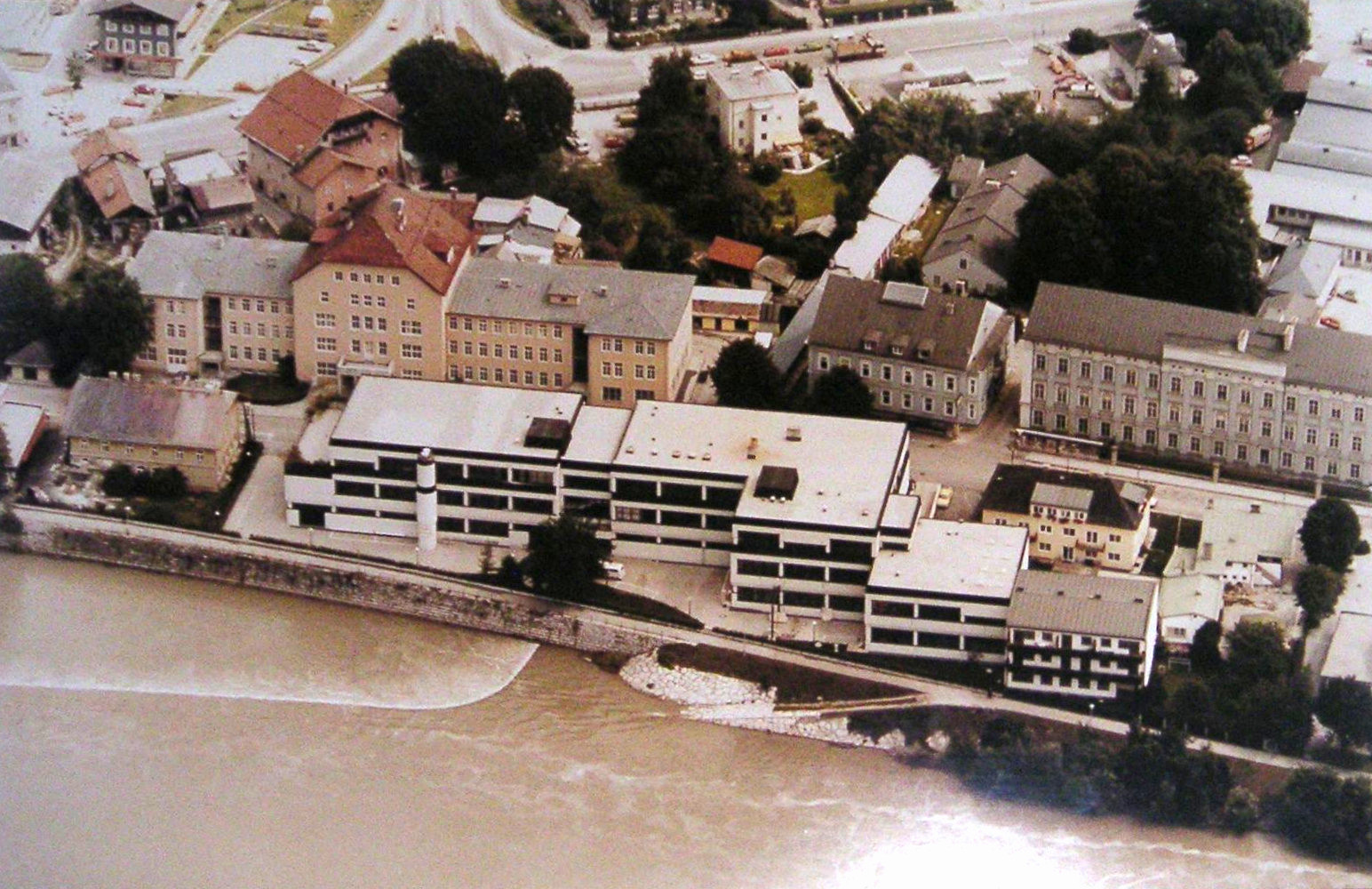
Neues Werkstättengebäude. 1980

### Erste 15 Jahre
Das Eröffnungsjahr der Schule ist demnach 1870, damit ist die „Holzschnitzerei-Schule Hallein“ die erste berufsbildenden Schule in der Monarchie Österreich-Ungarn, die sich mit vielen Namensänderungen bis zur heutigen HTL Hallein weiterentwickelt hat.
Im 1. Schuljahr 1870/71 begannen 24 Schüler ihre Ausbildung im Cordon-Haus, dem heutigen Adlharthaus im Stadtteil Burgfried an der Ostseite der Stadtbrücke, mit Zeichnen und Modellieren. Im 2. Schuljahr sank die Zahl auf 13. Grund dafür war die Armut in der Bevölkerung, verbunden mit dem Schuleintrittsalter von 14 Jahren für eine Fachschule. Schönhut begann deshalb bereits in der 2. Klasse verkäufliche Schnitzereien herstellen zu lassen. Aus dem Erlös konnten die Schüler das Familieneinkommen aufbessern.
Dadurch entstanden im Werkstättenunterricht bereits besonders gute Arbeiten, denn aus einem Bericht von 1873 geht hervor, dass der „…  Holzschnitzerei-Schule Hallein anlässlich der Wiener Weltausstellung eine Auszeichnung zuteil wurde“.
Die Schule stand auch in Konkurrenz mit der Halleiner Zigarrenfabrik, wo bereits 12-jährige Mädchen ein gewisses Tage- oder Wochengeld nach Hause bringen konnten.
Bis 1876 unterrichtete W. Schönhut alleine, er war neben dem Unterrichten auch für die Beschaffung von Aufträgen und für den Verkauf der Schülerarbeiten zuständig. Dieser Schwerpunkt seines Unterrichts wurde ihm aber von der Schulbehörde vorgeworfen, nämlich, dass er den „… pädagogischen Zweck der Schule nicht genügend pflegt und eine fabrikmäßige Erzeugung gangbarer Marktartikel geschaffen habe.“
Die Bildhauerschule blieb von Beginn an immer im Spannungsfeld zwischen Ausbildung und dem Verkauf der Schnitzarbeiten aus dem Werkstättenunterricht. Denn in den ersten 10 Bestandsjahren der Schule wurde andererseits wiederum von den Behörden bemängelt, dass in den Werkstätten zu wenig produziert und verkauft wurde und unnötigerweise zu viel Unterricht stattfand, der Werkstattunterricht sollte absatzorientiert sein.
In irgendeiner Form war es den Schülern jedoch bis in die Zwischenkriegszeit möglich, ihre in der Schule hergestellten Arbeiten auch zu verkaufen, um damit ihren Lebensunterhalt zu bestreiten.

#### Tischlerwerkstätte
Als Musterwerkstätte hatte die Fachschule eine Vorbildfunktion und musste neben dem Unterricht auch eine gewerbefördernde Wirkung auf die Betriebe vor Ort und im ganzen Land Salzburg bieten. Um diesem Anspruch gerecht werden zu können, wurde Fachlehrer Schönhut auf eine Fortbildungsreise nach Berchtesgaden, Partenkirchen und in die Schweiz geschickt, Anregungen und Verbesserungsmöglichkeiten waren zu erkunden.
Als Folge dieser Reise kam es zur Eröffnung einer Tischlerwerkstatt zusätzlich zur Holzschnitzerei. Franz Bortscheller, er absolvierte die Abteilung für Architektur der Kunstgewerbeschule in Wien, wurde 1876 als Lehrer für Tischlerei und Drechslerei eingestellt. Diese Ausweitung der Ausbildung hatte den Zweck die Holzschnitzerei zu ergänzen, soweit dies zur Fertigung von Gebrauchsartikel erforderlich war.
Eine weitere Aufgabe der Schule war der Wanderunterricht, den die Lehrer anzubieten hatten. Jeder Kleingewerbetreibende im Land Salzburg hatte laut k. u. k. Verordnung das Recht auf briefliche Anfrage hin, fachliche Unterstützung zu beantragen. Entweder am Schulstandort in Hallein oder am Betriebsstandort wurden deshalb Kurse in den Bereichen der Betriebsführung, der Kalkulation, der Konstruktion, neuer Techniken, Betriebseinrichtungen, Entwurf und Gestaltung von den Fachlehrern der Schule abgehalten.
1878 führten Unstimmigkeiten bezüglich der Finanzen, zwischen der Gemeindevorsstehung von Hallein und der Schulleitung zur Entlassung von Wilhelm Schönhut und zur Anstellung des Bildhauers Julius Springer.
1882 wechselte die Hoheitsverwaltung der Schule ins Ministerium für Cultus und Unterricht, damit bekam das Unterrichten seinen gebührenden Stellenwert, wobei sich auch eine rege Zusammenarbeit mit regionalen Gewerbetreibenden entwickelte, indem diese von der Schule mit graphischen und plastischen Entwürfen versorgt wurden.
Der neue Schulleiter unterrichtete bis 1886 unter sehr schwierigen Verhältnissen. Die untragbare Raumsituation und eine mangelhafte Ausstattung verbunden mit geringen Anmeldezahlen führten dazu, dass im Schuljahr 1885/86 ernsthaft überlegt wurde die Bildhauerschule Hallein zu schließen.

### Neugestaltung und Ausbau 1886
Jedoch es kam anders, die Stadt Hallein und das Land ermöglichten die Renovierung der Schullokalitäten und es kam zu einem Neustart. Mit der Vergabe der Schulleitung an Franz Oppelt erlebte die Schule einen enormen Aufschwung. Oppelt wechselte vom Technischen Gewerbemuseum Wien  nach Hallein, in Wien war er Lehrer und Leiter des „hausindustriellen Kurses“.
1886 trat auch ein neuer Lehrplan in Kraft, die Ausbildung wurde auf neue Füße gestellt und erweitert. Die Ausbildung wurde auf vier Jahre verlängert und begann für alle mit einem einjährigen Vorbereitungslehrgang, danach konnte ein dreijähriger Fachkurs für Holzschnitzer, oder ein dreijähriger Fachkurs für Möbeltischlerei, oder ein dreijähriger Fachkurs für Holzgalanteriearbeiten absolviert werden. Zusätzlich gab es noch einen offenen Zeichensaal für Meister und Gesellen. Auch Volksschülern, im Alter von 10 Jahren, wurde Zeichenunterricht an der Fachschule angeboten. In 50 Wochenstunden gab es vor allem Werkstättenunterricht, aber auch Allgemeinbildende Fächer, Fachtheorie und wirtschaftsberuflichen Unterricht. Nach der vierjährigen Ausbildung konnte auf Ansuchen die Schule noch bis zu zwei Jahre länger besucht werden, um die Werkstätten benutzen zu können und Geld zu verdienen.
1902 ordnete das Ministerium vermehrten Wanderunterricht an. Lehrer der Fachschule wurden verpflichtet in verschiedenen Orten des Landes Salzburg Vorträge und Schulungen für Gewerbetreibende anzubieten, wie aus dem Bericht des Schuljahres 1911/12 hervorgeht, wurden 34 Tischlermeister und 62 Zimmermeister im Land Salzburg aufgesucht.
1894 gelang es, auf Betreiben des Holzbaugewerbes und der Landesregierung, an der Halleiner Fachschule eine Abteilung für Zimmerei zu installieren. Aufgrund der Raumprobleme wurden zwei Häuser der Salinenverwaltung für den Unterricht adaptiert. Das große Interesse an Fachschulung aus dem Bereich des Steinmetzgewerbes, 1892 besuchten 35 Hospitanten die Fachschule, 24 von ihnen waren Steinmetze, führte zur nochmaligen Erweiterung des Bildungsangebotes. 1897 genehmigte das Unterrichtsministerium die Eröffnung der Abteilung für Steinbearbeitung. Die Schnitzereischule Hallein hatte sich 25 Jahre nach ihrer Gründung zur k. k. Fachschule für Holz- und Steinbearbeitung in Hallein weiterentwickelt.
Im Schuljahr 1897/98 gab es vier Abteilungen:
- Tagesschule (Vorbereitungsklasse, FS Holzschnitzerei, FS Bau- und Möbeltischlerei, FS Drechslerei und Galanteriearbeiten, FS Zimmerei, FS Steinbearbeitung).
- Offener Zeichen- und Modelliersaal
- Zeichenkurs für Volks- und Bürgerschüler
- Gewerbliche Fortbildungsschule

### Gewerbliche Fortbildungsschule
Sie war die Vorläuferschule der Berufsschulen im österreichischen Bildungswesen, also eine berufsorientierte oder berufsbegleitende Ausbildung.
Diese Schule bestand in Hallein seit 1877 und war ursprünglich an der Volksschule eingerichtet, im Schuljahr 1888/89 wechselte die gewerbliche Fortbildungsschule als eigne Abteilung an die Fachschule.
Im Schuljahr 1908/09 war sie eine von 8 Einrichtungen, hatte die Bezeichnung „Allgemein gewerbliche Fortbildungsschule“ und bestand aus einem Vorbereitungskurs und zwei Klassen.
Die k. k. Fachschule für Holzindustrie in Hallein bestand im Schuljahr 1908/1909 aus:
- Tagesschulen (einjähriger Vorbereitungskurs, zweijährige Lehrwerkstätte Tischlerei, zweijährige Lehrwerkstätte Drechslerei, dreijährige FS Holzschnitzerei, dreijährige FS Drechslerei, dreijährige FS Zimmerei, dreijährige FS Steinmetze und Bildhauer)
- Meisterschule für Bau- und Möbeltischlerei
- Winterkurs für Zimmerer und Steinmetze
- Allgemein gewerbliche Fortbildungsschule
- Offener Zeichen- und Modelliersaal (für Meister, Gehilfen und Mädchen)
- Zeichenkurs für Volks- und Bürgerschüler (zwei Klassen)
- Kurse: Buchführungskurse für Gewerbetreibende und Maschinenschreibkurse
- Wanderunterricht (wurde ab 1902/03 wieder in größerem Umfang angeboten)

### Neues Schulgebäude 1908
1908 übersiedelte die Schule in den Jugendstil-Neubau in die Davisstraße, dem heutigen Standort. In dieser Zeit kam es vor allem durch den Bildhauerlehrer Alois Zwerger, der vor seiner Unterrichtstätigkeit an der Bildhauerschule Hallein in der Werkstätte von Jakob Adlhart d. Ä. in St. Ulrich gearbeitet hatte, zu einer engen Kooperation mit der neu gegründeten Halleiner Werkstätten für Kirchliche Kunst und Kunstgewerbe.

### Zeit der beiden Weltkriege und Zwischenkriegszeit
Der Schulbetrieb kam fast zur Gänze zum Erliegen, die meisten Lehrer und Schüler wurden um Kriegsdienst einberufen. Es kam zur Errichtung einer Kriegsinvalidenschule. 1918/19 gab es 10 Absolventen im darauffolgenden Schuljahr nur 4.
Nach dem Kriegsende ging die Schule wieder in die Verwaltung des Handelsministeriums über, bekam die Bezeichnung Bundeslehranstalt für Holz- und Steinbearbeitung. 1920 wurde eine Bauhandwerkerschule für Zimmerer und Steinmetze  eingerichtet, diese ermöglichte in den Wintermonaten eine berufliche Weiterbildung. Die Schülerzahlen stiegen wieder an, 1925 gab es 40 Absolventen, und zur Zeit des Anschlusses Österreichs an das Deutsche Reich bestand die Bundes-Gewerbeschule Hallein aus 5 dreijährigen Fachschulen (Zimmerei, Steinmetzerei, Holz- und Steinbildhauer, Bau- und Möbeltischlerei und Drechslerei), 1 einjährigen Meisterschule (Bau- und Möbeltischlerei) und 1 Bauhandwerkerschule (Zimmerer u. Steinmetze).

## Schulnamen
- 1871: Holzschnitzerei-Schule in Hallein
- 1888: k. k. Fachschule  für Holzindustrie in Hallein
- 1911: Kaiser Franz Josef Jubiläums-Fachschule für Holz- und Steinbearbeitung in Hallein
- 1918: Bundeslehranstalt für Holz- und Steinbearbeitung
- 1936: Bundes-Gewerbeschule in Hallein
- 1945: Bundesgewerbeschule Hallein
- 1973: Höhere Technische Bundeslehranstalt HTBL[11]

## Meisterschule Bildhauer
Seit Herbst 2015 bietet die HTL Hallein eine Vorbereitungsklasse für die Bildhauermeisterprüfung an. Die Meisterschule wurde auf Initiative des damaligen Abteilungsvorstandes Johann Gutschi unter Mithilfe von Landesschulinspektor Robert Vasak und Ministerialrat Wolfgang Scharl installiert. Die Ausbildungsdauer der Meisterschule beträgt zwei Semester. Ein erfolgreicher Abschluss der Meisterschule berechtigt die Absolventen zum Ablegen der Meisterprüfung.

## Lehrpersonen (Auswahl)
- 1871–1878: Wilhelm Schönhut, Bildhauer
- 1878–1886: Julius Springer, Bildhauer
- 1886–1907: Franz Oppelt, Bildhauer
- 1884–1915: Stanislaus Rainer, Bildhauer
- 1888–1889: David Binder, Volksschullehrer
- 1888–1898: Ferdinand Mühlbacher, Fachlehrer
- 1891–1907: Ferdinand Stabinger, Bildhauer
- 1896–1904: Josef Zechenter, Volksschuldirektor
- 1899–1904: Heinrich Goldmann, Bildhauer
- 1903–1923: Alois Zwerger, Bildhauer
- 1904–19??: Kaspar Göllner
- 1906–1915: Hubert Spannring, Bildhauer
- 1908–19??: Friedrich Braun
- 1910–1917: Johann Neubauer, Bildhauer
- 1911–1926: Viktor Sommeregger
- 1915–1918: Johann Schlechta, Maler
- 19??–19??: Anton Pezzei, Bildhauer
- 1918–1920: Andreas Horvath, Architekt
- 1920–1940: Matthias Bechtold, Bildhauer
- 1938–1947: Anton Tscharf, Bildhauer
- 1946–1977: Hans Baier, Bildhauer, Werkstättenleiter
- 1949–1967: Rudolf Scherrer, Bildhauer
- 1952–19??: Rudolf Nikolussi, Bildhauer
- 1964–1975: Otto Katzlberger
- 1974–1987: Johann Stürzer, Werkstättenleiter
- 1975–1976: Robert-Michael Kurzböck, Bühnenbildner
- 1978–1983: Bernhard Prähauser, Bildhauer, Werkstättenleiter
- 1977–2013: Martin Leberer, Bildhauer
- 1979–2013: Helmuth Hickmann, Bildhauer, Werkstättenleiter
- 1984–2007: Roland Kraml, Bildhauermeister, Werkstättenleiter
- 1990–: Siegfried Tscholl, Bildhauermeister, Werkstättenleiter
- 2006–: Hartwig Mülleitner,  Bildhauermeister
- 2007–: Ute Wilfing, Bildhauerin
- 2009–: Wilhelm Hensel-Kreuzberger, Bildhauer
- 2010–: Rose Winkler, Bildhauerin
- 2011–: Maria-Christine Knopp, Bildhauerin
- 2012–2013: Johann Lindtner, Bildhauermeister, Steinrestaurator
- 2013–: Beate Salzburger, Bildhauermeisterin
- 2014–2017: Johanna Schwaiger, Bildhauerin
- 2014–: Moritz Moser, Bildhauermeister
- 2015–: Michael Fuetsch, Bildhauermeister, Werkstättenleiter

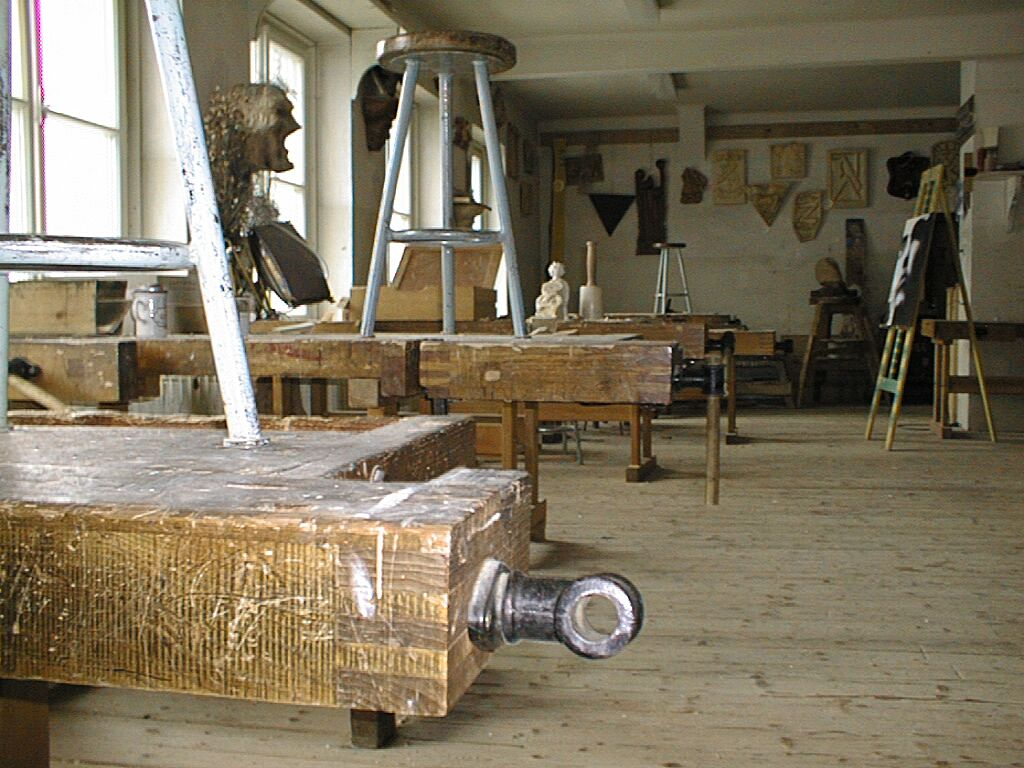
Alte Bildhauerwerkstatt im 4. OG. HTL Hallein

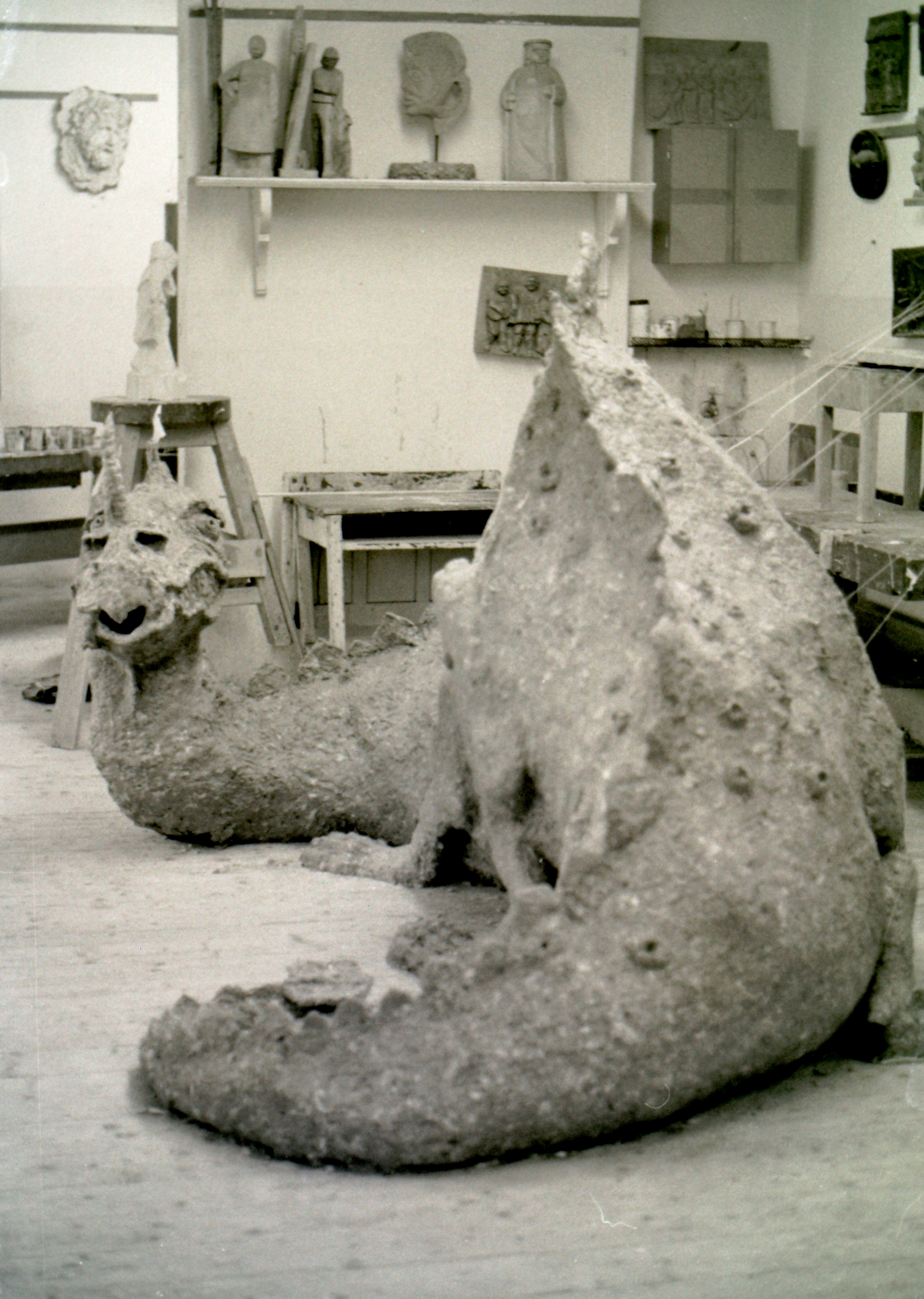
Gruppenarbeit der 2. Klasse Bildhauer 1981

## Bekannte Schüler
Dauer des Schulbesuches
- Hans Domenig 1919–1921
- Heinrich Eder, 1981–1985
- Herbert Golser, 1982–1985
- Alfred Haberpointner, 1980–1984
- Thomas Hörl, 1997–2001
- Wolfgang Karnutsch, 1983–1987
- Gilbert Prousch, besuchte 1960/1961 die erste Klasse
- Wilhelm Scherübl, 1976–1980
- Werner Würtinger, 1955–1959
- Josef Zenzmaier, 1947–1951